# Eugenio Andrés Lira Rugarcía

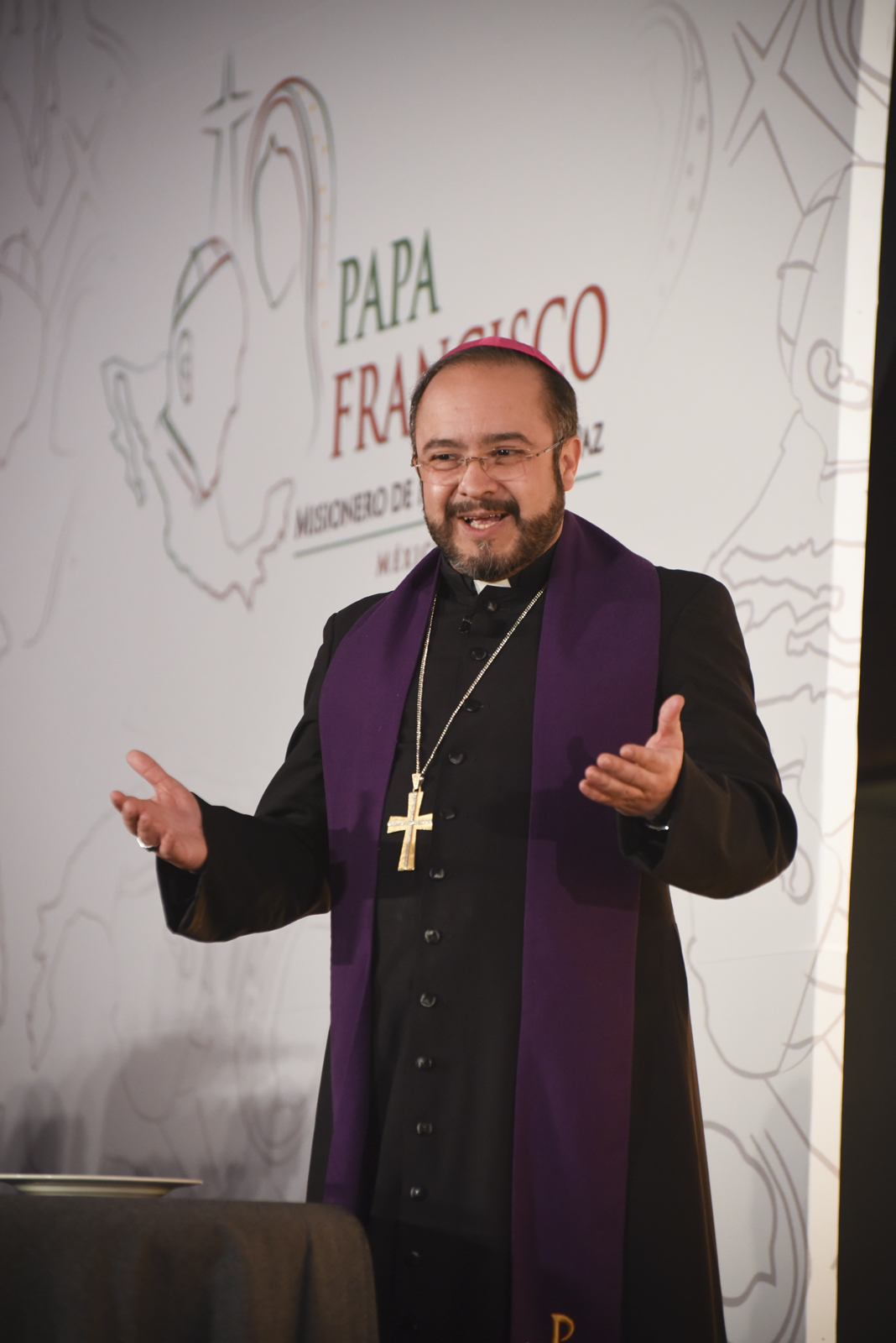
Eugenio Lira Rugarcía

Eugenio Andrés Lira Rugarcía (* 24. Juli 1965 in Puebla) ist ein mexikanischer Geistlicher und römisch-katholischer Bischof von Matamoros.

## Leben
Eugenio Andrés Lira Rugarcía trat der Ordensgemeinschaft des Oratoriums bei und der Erzbischof von Puebla de los Ángeles, Rosendo Huesca Pacheco, weihte ihn am 22. Februar 1991 zum Priester. Er wurde im Februar 1998 in den Klerus des Erzbistums Puebla de los Ángeles, Puebla inkardiniert.
Papst Benedikt XVI. ernannte ihn am 24. Februar 2011 zum Titularbischof von Buxentum und Weihbischof in Puebla de los Ángeles. Der Erzbischof von Puebla de los Ángeles, Victor Sánchez Espinosa, spendete ihm am 12. April desselben Jahres die Bischofsweihe; Mitkonsekratoren waren Norberto Kardinal Rivera Carrera, Erzbischof von Mexiko, Christophe Pierre, Apostolischer Nuntius in Mexiko, Rosendo Huesca Pacheco, Alterzbischof von Puebla de los Ángeles, Puebla, und Carlos Aguiar Retes, Erzbischof von Tlalnepantla. Als Wahlspruch wählte er Jesús, en ti confío.
Papst Franziskus ernannte ihn am 22. September 2016 zum Bischof von Matamoros.